# Яхрома (станция)

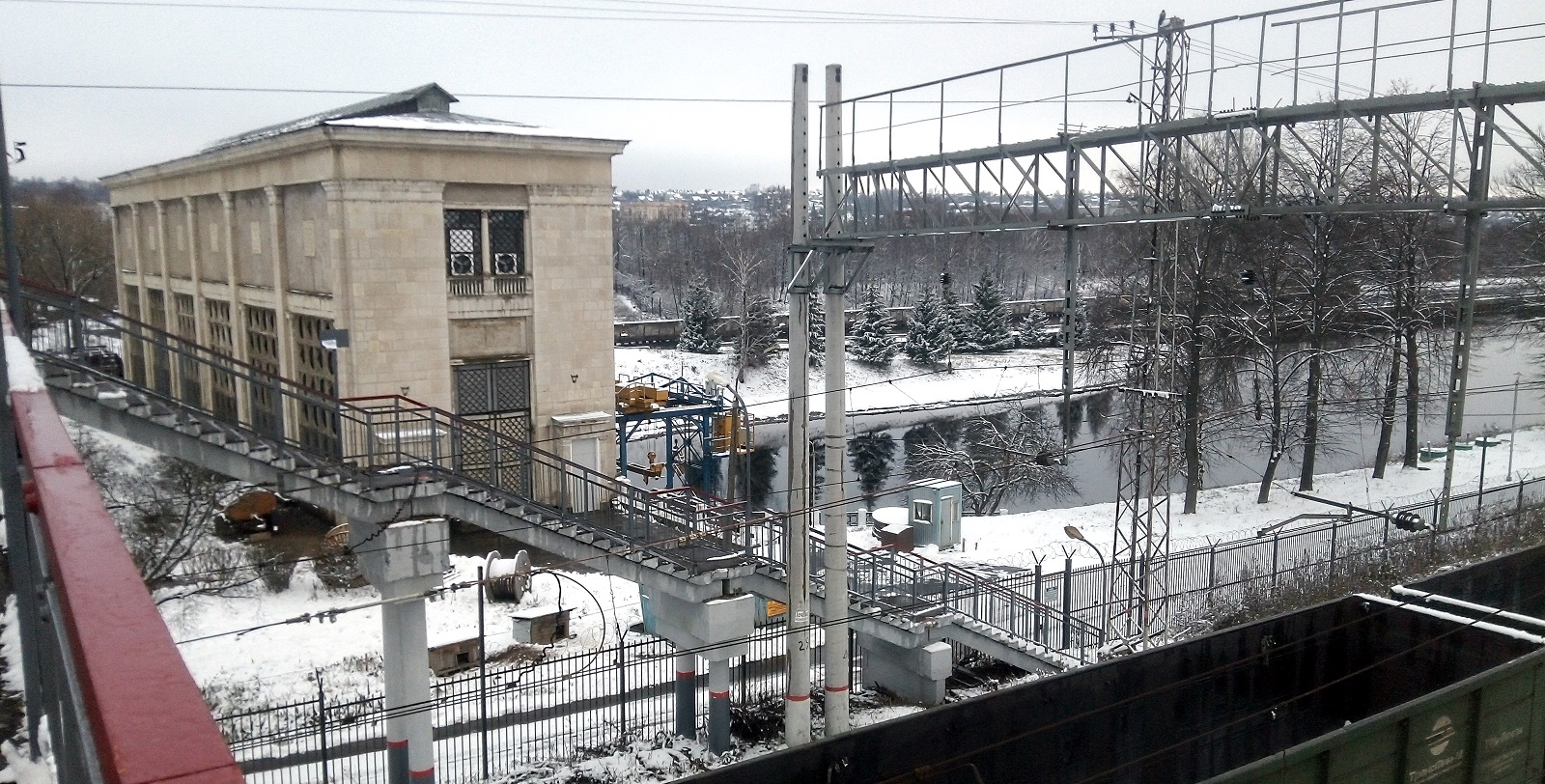
Вид в сторону шлюза № 3 канала имени Москвы, к территории которого спускается лестница пешеходного путепровода.

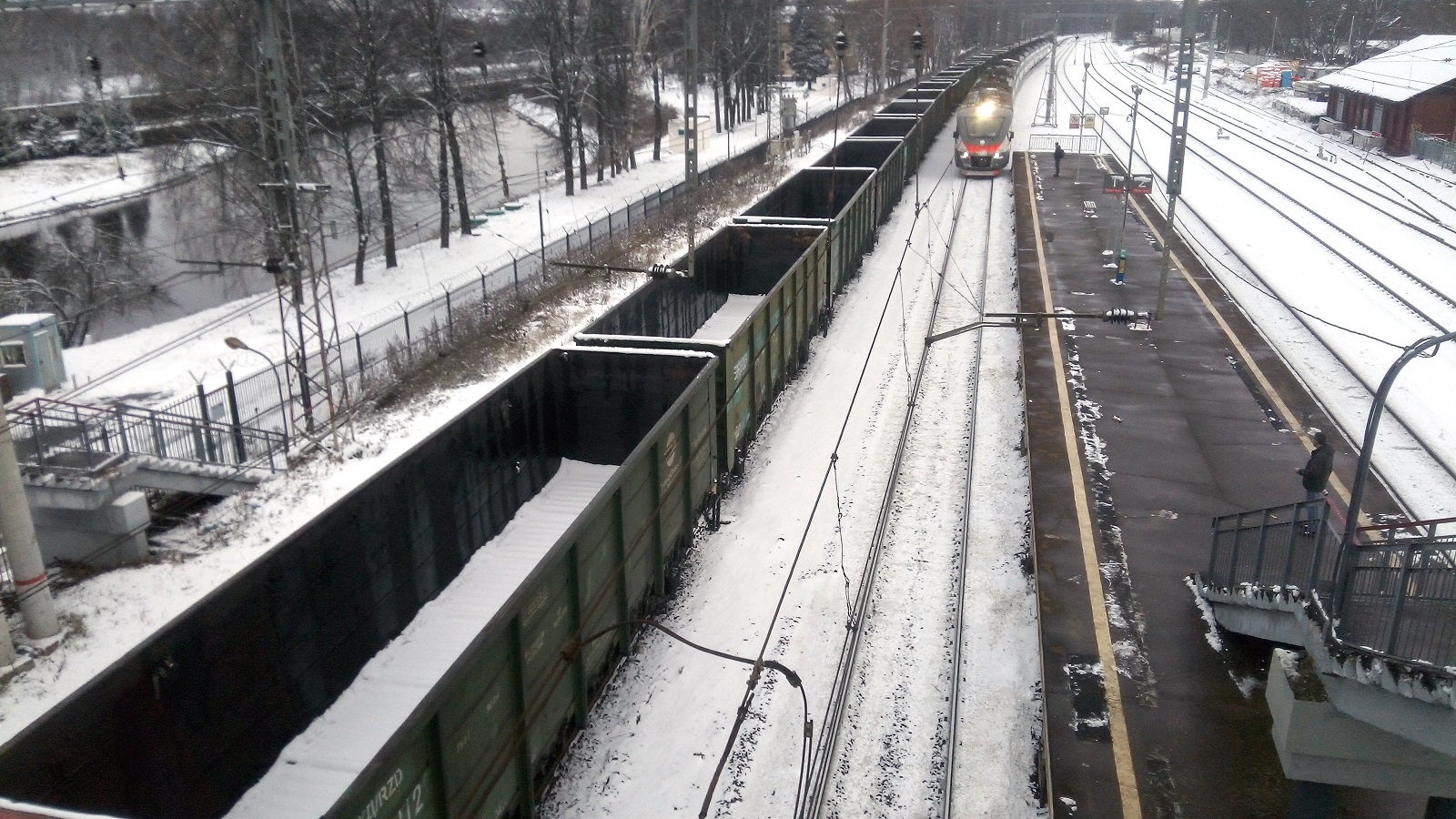
Вид в сторону Дмитрова. Ноябрь 2020.

Я́хрома — узловая железнодорожная станция Савёловского направления и Большого кольца Московской железной дороги в городе Яхроме Дмитровского городского округа Московской области. Входит в Московско-Смоленский центр организации работы железнодорожных станций ДЦС-3 Московской дирекции управления движением. По основному характеру работы является промежуточной, по объёму работы отнесена к 4 классу.

## Движение
Между Яхромой и Дмитровом Большое кольцо ответвляется на восток в сторону поста 81 км и Александрова. Все поезда из Москвы / Поварово III, следующие в указанную сторону на кольцо через Яхрому, следуют по соединительной ветви на Иванцево без заезда в Дмитров, по состоянию на конец ноября 2017 года это два транзитных поезда дальнего следования и три пары пригородных кольцевых поездов Александров — Поварово III. В предыдущие годы некоторые пригородные маршруты заезжали в Дмитров со стоянкой и сменой направления. 

## Пассажирская инфраструктура
На станции две платформы. Островная высокая длинная предназначена для электропоездов главного хода. Боковая низкая короткая предназначена для электропоездов Большого кольца, но эти электропоезда в основном останавливаются на высокой платформе.
К островной платформе идёт надпутевой пешеходный путепровод.
Станция не имеет выхода к основному жилому массиву одноименного города: друг от друга их отделяет Канал имени Москвы, ближайший мост через который находится более чем в километре севернее.

## История
Название станции восходит к названию реки Яхромы.
Станция была открыта в 1901 году возле деревни Семёшки. Впоследствии между станцией и бетонным мостом, проложенным через гать — болотистую пойму реки Яхромы, вырос посёлок Малые Семёшки (Сергеевка).
В 1930 году Семёшки и другие селения возле станции вошли в состав посёлка Яхромы.
В 1932—1937 годах при строительстве канала имени Москвы возле станции разместился шлюз № 3 канала.
В 2015 году проведён ремонт высокой платформы.

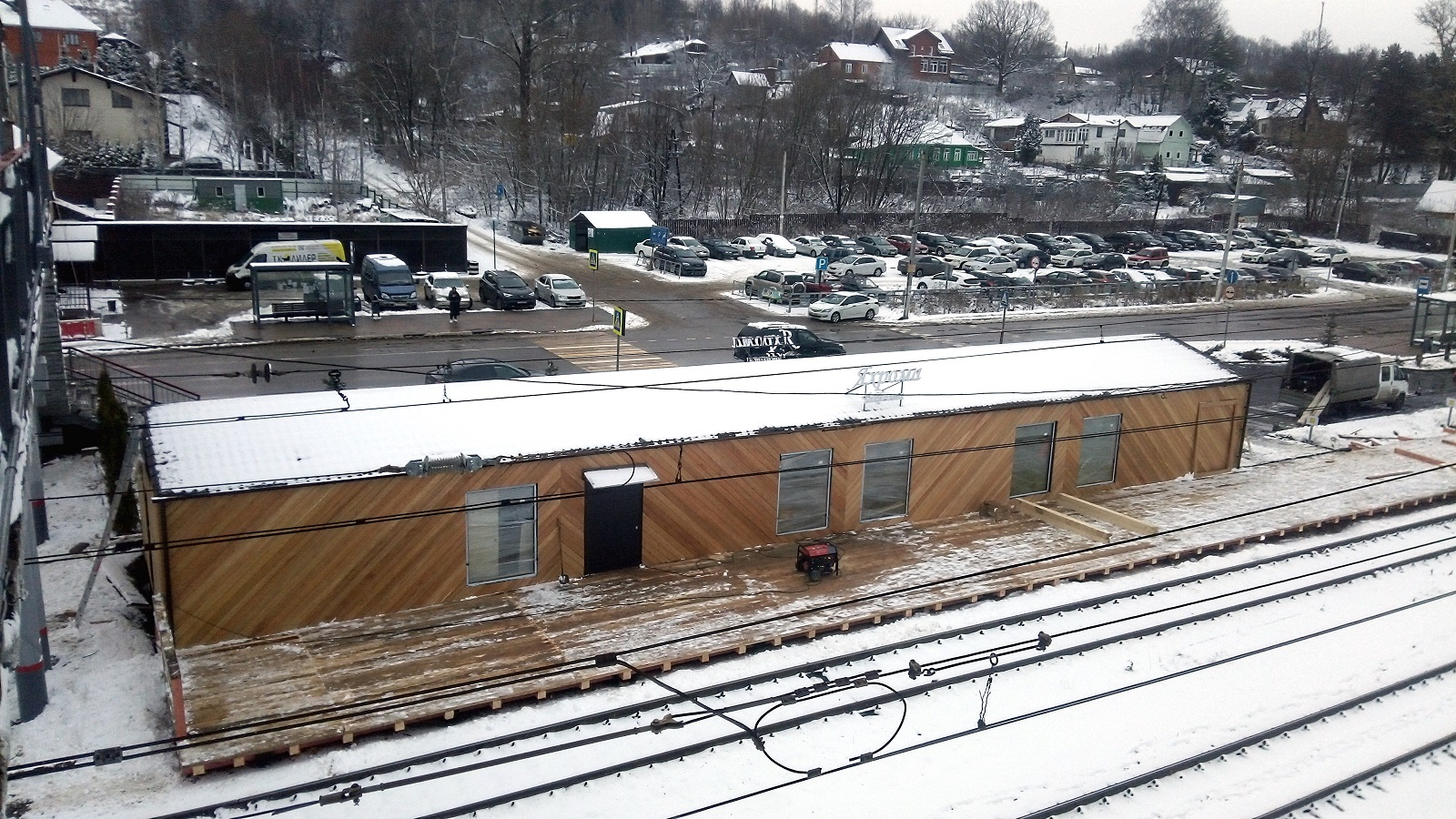
Восстановление боковой, низкой платформы со строительством павильона

В ноябре 2020 года началось строительство павильона-вокзала при станции, посвящённого горным лыжам.
19 декабря 2020 года ретро-поезд Москва — Яхрома совершил первую поездку до  станции. В этот же день был открыт павильон. С 29 декабря 2020 года ретро-поезд запущен на регулярной основе, ежедневно, кроме понедельников. В пути делал остановку на остановочном пункте Турист при движении в обе стороны и на остановочном пункте Окружная только в направлении Москвы. Последний рейс совершён 19 марта 2021 года и в связи с окончанием работы горнолыжных курортов отменён.